# Бил и Тед покоряват сцената
„Бил и Тед покоряват сцената“ (на английски: Bill & Ted Face the Music) е американски научнофантастична комедия от 2020 година на режисьора Дийн Парисът, по сценарий на Крис Матисън и Ед Соломон. Това е третият филм от филмовата поредица „Бил и Тед“, и продължение на „Чудното пътуване на Бил и Тед“ (1991). Алекс Уинтър, Киану Рийвс и Уилям Садлър повтарят ролите си като Бил, Тед и Смъртта, докато Кристен Шаал, Самара Уийвинг, Бриджет Ланди-Пейн, Антъни Кариган, Ерин Хейс, Джейма Мейс, Холанд Тейлър, Кит Къди, Джилиан Бел и Бик Бенет се присъединяват към състава. Във филма, Бил и Тед трябва да напишат песен, за да обединят човечеството, преди космическото време да бъде унищожено. Сценарият бе отложен по-рано през 2010 г., но производствената сделка не е потвърдена до 2018 г. Филмът започна на 1 юли 2019 г.
„Бил и Тед покоряват сцената“ е самостоятелно пуснат по кината и чрез видео по поръчка в Съединените щати на 28 август 2020 г. от United Artists Releasing.